# Katsbarnea - Ao Vivo
Katsbarnea - Ao Vivo é um DVD ao vivo da banda Katsbarnea celebrando seus 20 anos de existência. O disco contou com sucessos da banda que vão desde O Som que Te Faz Girar até A Tinta de Deus. Foi gravado em Salvador e lançado em agosto de 2009.
| Críticas profissionais | Críticas profissionais |
| Avaliações da crítica  | Avaliações da crítica  |
| Fonte                  | Avaliação              |
| ---------------------- | ---------------------- |
| O Propagador           | [ 6 ]                  |

## Faixas
1. "Cristo ou Barrabás"
2. "Revolução"
3. "A Tinta de Deus"
4. "Primavera"
5. "Fumaça Arisca"
6. "Parede Branqueada"
7. "Perto de Deus"
8. "O Verbo"
9. "Gênesis"
10. "Caminho"
11. "Seu Doutor"
12. "Corredor 18
13. "Congestionamento"
14. "Meio fio"
15. "Extra"
16. "Invasão"
17. "Game Over" (Créditos Finais)

## Ficha técnica
Banda
- Paulinho Makuko - vocal, guitarra
- Déio Tambasco - guitarra
- Marcelo Gasperini - bateria

Músicos convidados
- Tutu Castro - Baixo

## Indicações e premiações

### Troféu Melhores do Ano
Indicações e premiações no Troféu Melhores do Ano:
| Ano  | Categoria  | Indicado | Resultado |
| ---- | ---------- | -------- | --------- |
| 2010 | Melhor DVD | Ao Vivo  | Indicado  |